# Kiang
Der Kiang oder Tibet-Wildesel (Equus kiang) ist ein Wildesel aus der Gattung der Pferde (Equus) innerhalb der Familie der Pferde (Equidae). Er lebt in Tibet und angrenzenden Regionen, wo er steppenartige Offenlandschaften bewohnt und sich hauptsächlich von Gräsern ernährt. Als sein nächster Verwandter gilt der Asiatische Esel, allerdings ist der Kiang größer und „pferdeartiger“ als dieser.

## Merkmale

### Habitus

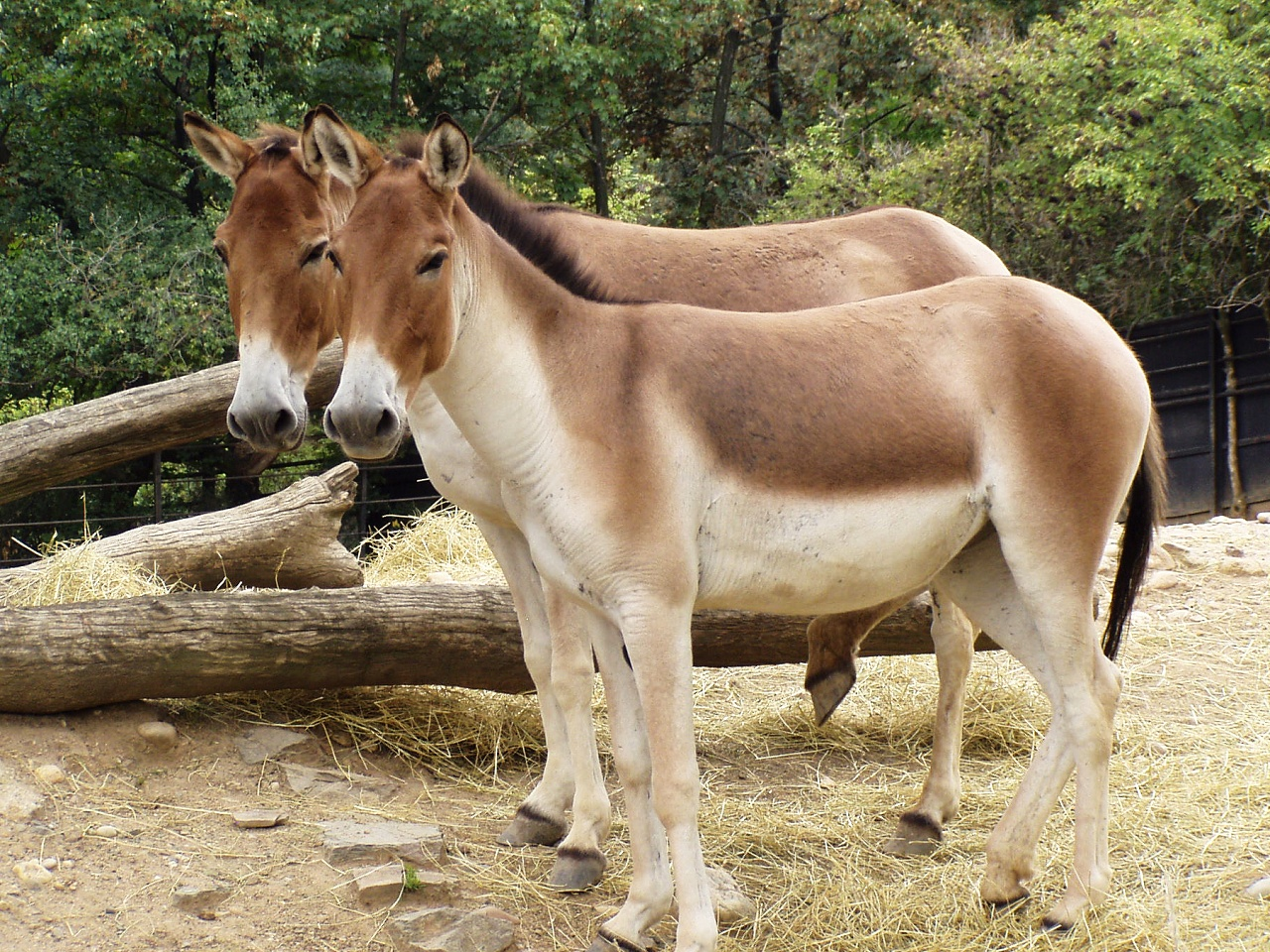
Zwei Kiangs

Der Kiang stellt den größten Vertreter der wildlebenden Esel dar und erreicht eine Kopf-Rumpf-Länge von 182 bis 214 cm (zuzüglich eines 32 bis 45 cm langen Schwanzes), eine Schulterhöhe von 132 bis 142 cm und ein Gewicht von 250 bis 400 kg. Dabei sind weibliche Tiere mit einem Gewicht von 250 bis 300 kg durchschnittlich kleiner. Generell zeichnet er sich durch einen großen Kopf und im Vergleich zum Asiatischen Esel (Equus hemionus) schmaleren und kürzeren Rumpf aus, die Gliedmaßen sind sehr lang. Weitere Unterschiede sind die kürzeren Ohren, die längere Mähne, die bis zu 18 cm lange Haare aufweist, und die breiteren Hufe, die jenen der Wildpferde ähneln. Das Fell ist an der Oberseite im Sommer hellrot gefärbt, das lange, dichte Winterfell ist bräunlicher. Dabei erreichen die Haare des Winterfells 35 bis 46 mm Länge und sind damit mehr als doppelt so lang wie die des Sommerfells. Am Rücken haben sie einen auffallenden schwarzen Streifen (Aalstrich), der im Winter bis zu 75 mm, im Sommer nur bis zu 65 mm breit ist. Die Unterseite ist weiß, wobei sich die weiße Färbung an manchen Stellen bis zum Rückenstreifen erstrecken kann. In der Regel grenzt sie sich jedoch an den Flanken mondsichelförmig von der dunkleren Oberseite ab. Auch die Beine, die Kehle und die Schnauze können weiß gefärbt sein. Die vordere Schnauzenpartie ist manchmal auch braun gefärbt. Charakteristisch sind auch die bis zu 22 cm langen Ohren.

### Schädel- und Gebissmerkmale
Der Schädel wird zwischen 47 und 54 cm lang, wobei die Schnauze selbst relativ kurz und kompakt gestaltet ist. Die Höhe des Schädels beträgt 9,4 cm. Das Hinterhauptsbein ist in der Seitenansicht nach innen gewölbt (konkav) und besitzt einen kräftigen Wulst. Das Nasenbein weist eine schwache Form auf, wird aber bis zu 22 cm lang. Der Naseninnenraum reicht weit nach hinten. Der rund 38 cm lange Unterkiefer ist massiv gebaut mit hohen Gelenkenden. Die Zahnformel für ausgewachsene Tiere lautet: {\displaystyle {\frac {3.0(1).3(4).3}{3.0(1).3.3}}}. Die Schneidezähne entsprechen denen der anderen Pferdearten, stehen aber im Vergleich zu jenen des Asiatischen Esels deutlich senkrecht im Kieferknochen. Der Eckzahn kann, muss aber nicht ausgebildet sein. Zwischen den vorderen und hinteren Zähnen klafft ein Diastema von bis zu 9 cm Länge. Die Prämolaren und Molaren sind relativ ähnlich aufgebaut mit hohen Zahnkronen (hypsodont) und stark gewundenen Zahnschmelzfalten auf der Kauoberfläche sowie einem ausgeprägten Zahnzementanteil. Markant auf den unteren Molaren ist der Verlauf der hinteren Zahnschmelzfalten, die zwischen zwei deutlichen Vorsprüngen (Metaconid und Metastylid) teilweise deutlich gerundeter verlaufen als bei anderen Eselarten und so den Wildpferden ähneln, welches dort eine U-förmige Einbiegung besitzt. Dieses Merkmal ist aber innerhalb des Kiangs variabel.

### Lautäußerungen
Mehrere Laute zur Kommunikation sind beim Kiang bekannt. Aggressive Tiere geben Grunz- und Pfeiflaute von sich. Alarmierte Tiere benutzen ein ausgestoßenes Schnauben, während Kontaktrufe ein schrilles Pfeifen darstellen. Die typischen, von den Wildpferden und dem Asiatischen Esel bekannten Laute sind bisher nicht beobachtet worden.

## Verbreitung und Lebensraum

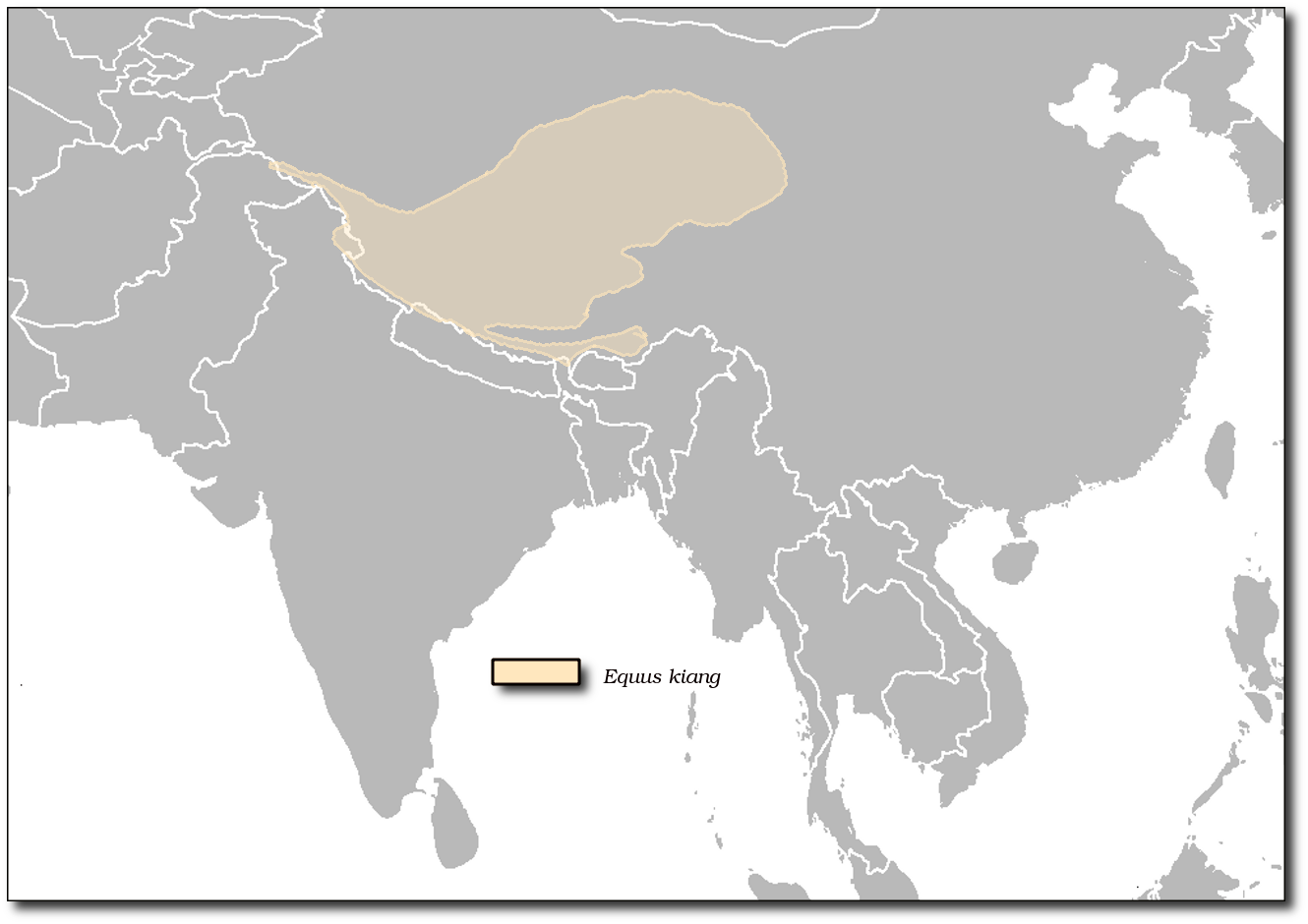
Verbreitung des Kiangs

Der Kiang bewohnt endemisch das gesamte Hochland von Tibet, ein System aus Gebirgen und Hochebenen nördlich des Himalaya. Dabei wird die Ausbreitung nach Süden durch den Himalaya und nach Norden durch die Gebirgszüge des Kunlun und des Arjin Shan eingeschränkt. Die größten Populationen gibt es im Autonomen Gebiet Tibet und in den angrenzenden chinesischen Provinzen Qinghai und Sichuan, welche auch die östlichste Verbreitungsgrenze bilden. Daneben kommen sie auch im nördlichen Indien (Ladakh, Sikkim) und Nepal vor. Die Westgrenze des Lebensraumes wird im Khunjerab-Nationalpark in Pakistan erreicht. Lebensräume des Kiangs sind trockene und winterkalte Grasländer, Steppen  und Halbwüsten von 2.700 bis über 5.500 m Seehöhe. Diese Landschaften bestehen weitgehend aus Federgrassteppen mit einem nur geringen Buschanteil. Die Populationsdichte ist gering und wird zwischen 0,03 und 0,86 Individuen je km² angegeben, in einzelnen Gebieten können jedoch auch bis zu vier Tiere auf einem Quadratkilometer verweilen.

## Lebensweise

### Territorialverhalten

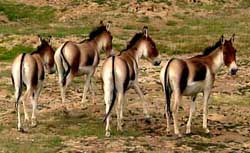
Gruppe von Kiangs

Der Kiang gehört zu den weniger territorial lebenden Vertretern der heutigen Pferde, ist jedoch weitgehend ein einzelgängerisches Tier. Teilweise kommt es aber zu Gruppenbildungen von im Durchschnitt sieben bis elf Individuen, die sich aus Stuten mit ihren Fohlen sowie aus Jungtieren beiderlei Geschlechts zusammensetzen, die größte Bindungskraft besteht aber zwischen dem Muttertier und dem neugeborenen Fohlen. Gelegentlich sind auch große Herdenverbände mit bis zu 500 Tieren zu beobachten, die aber kaum stabil sind. Männliche Tiere leben überwiegend einzelgängerisch und territorial, wobei die Grenzen und Wege der bis zu 5 km² großen Reviere mit Kot und Urin markiert werden. Die Reviere enthalten Nahrungs- und Rastplätze, die mehrere hundert Meter voneinander entfernt liegen. Die Reviere werden häufig gegen Eindringlinge mit Bissen und Tritten verteidigt, aggressive Tiere zeigen eine aufrechte Kopfhaltung mit zurückgelegten Ohren und einen waagerecht gestellten Schwanz. Auch Stuten mit Fohlen werden aus den Revieren vertrieben. Die Territorien werden aber nicht durchgängig gehalten, teilweise schließen sich die Männchen im Winter zu Junggesellengruppen zusammen.
Als überwiegend tagaktives Tier unternimmt der Kiang ausgeprägte Wanderungen auf der Suche nach Nahrung, die teilweise an Jahreszeiten gebunden sind, aber keinem Zyklus folgen. Im Sommer ziehen die Gruppen häufig in höhere und hügeligere Gebiete, im Herbst und Winter dagegen bevorzugen sie ebenere Areale. Auch Tageswanderungen sind bekannt, die während der Mittagszeit ebenfalls in höher liegende Lebensräume führen. Als guter Schwimmer ist der Kiang befähigt auch Flüsse und andere Gewässer zu durchqueren.

### Ernährung
Wie alle Pferde ist der Kiang ein Pflanzenfresser, der sich vorwiegend von Gräsern und anderen bodenwachsenden Pflanzen ernährt. An die harten, kieselsäurehaltigen Gräser ist der Kiang durch seine hochkronigen und zementreichen Backenzähne angepasst. Zu den am häufigsten verwendeten Nahrungspflanzen gehören Süß- und Federgräser, die allein 65 % aller aufgenommenen Pflanzen ausmachen. Weiterhin werden auch Sauergräser und Seggen, aber auch Quecken verzehrt. Vor allem im Winter, wenn nur wenig Gras zur Verfügung steht, verschmäht der Kiang auch die Wurzeln der Spitzkiele nicht. Nur selten werden allerdings weichere Pflanzenteile der Büsche aufgenommen. Zu Zeiten des Nahrungsüberflusses (Juli und August) können sie bis zu 45 Kilogramm an Gewicht zulegen.
Über den Wasserverbrauch beim Kiang ist wenig bekannt. Als Hauptressource stehen Bäche und Seen zur Verfügung, die im Winter aber überwiegend vereist sind. Möglicherweise reguliert die Eselart ihren Wasserbedarf weitgehend über die Vegetation und Schnee, wie es auch von anderen Huftieren in Tibet bekannt ist.

### Fortpflanzung

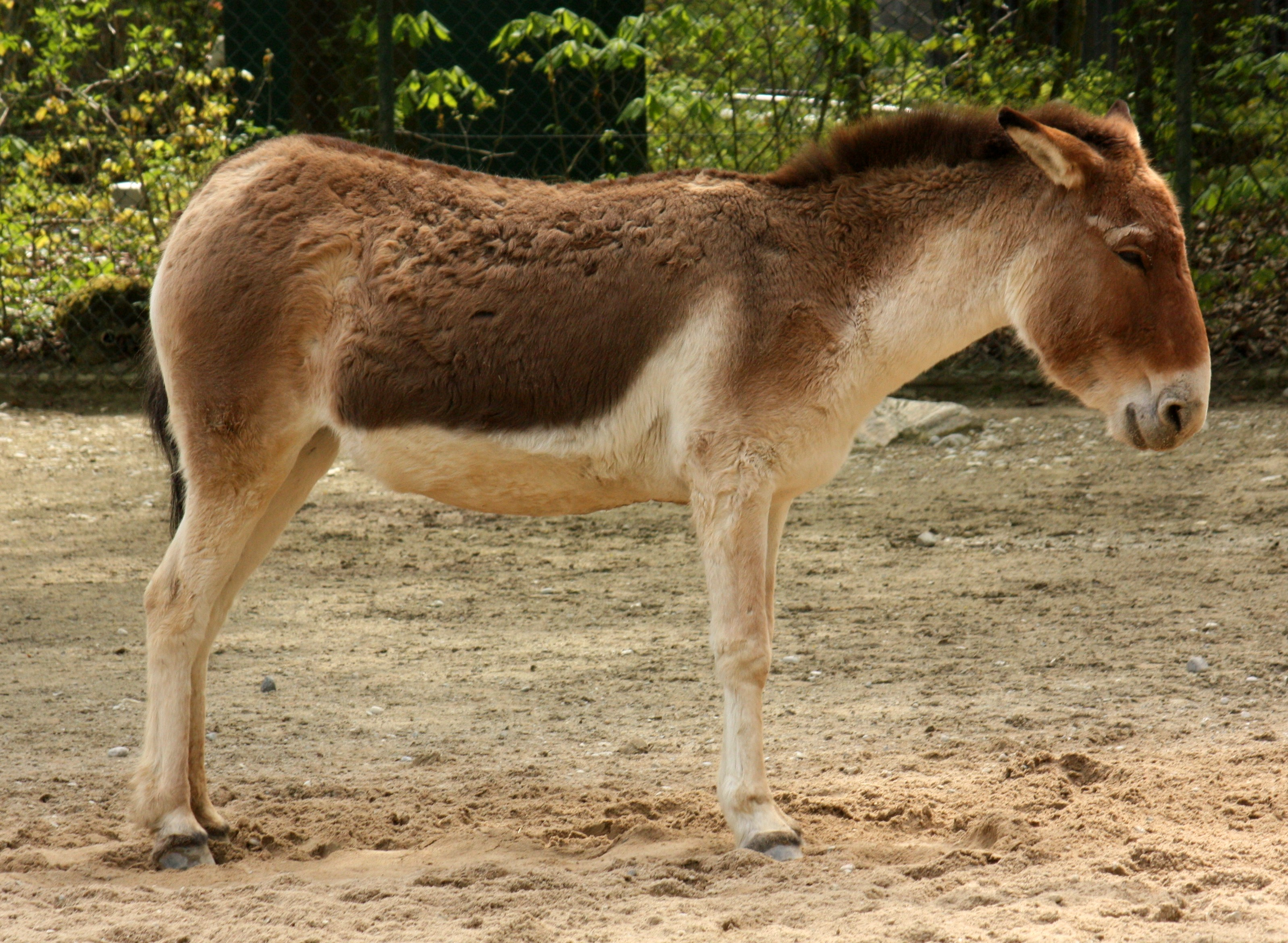
Jungtier im Tierpark Hellabrunn

Ein Kiang ist mit drei bis vier Jahren geschlechtsreif. Im Juli und August beginnen die männlichen Tiere, den Stutengruppen zu folgen, sie kämpfen miteinander um das Paarungsvorrecht und versuchen auch, andere Männchen von „ihrer“ Herde zu vertreiben. Hengste werben um Stuten, indem sie ihnen nachlaufen, typisch ist dabei ein gesenkter Kopf mit liegenden Ohren. Die Paarungszeit endet Mitte September.
Nach knapp einjähriger Tragzeit (zehn bis zwölf Monate) bringt die Stute im Juli oder August meist ein einzelnes Jungtier zur Welt. Dieses ist etwa 90 cm hoch und wiegt rund 36 kg. Neugeborene Kiangs sind Nestflüchter, binnen Stunden können sie der Mutter folgen. Mit rund einem Jahr sind sie selbständig, der Entwicklungsprozess eines Jungtieres ist aber bisher wenig untersucht. Nur wenige Zeit nach der Geburt ist das Muttertier wieder empfangsbereit, was manchmal zur Tötung eines Jungtiers durch einen Hengst führen kann. Das Höchstalter eines Tieres liegt bei 20 Jahren in freier Wildbahn, in Gefangenschaft betrug es bis zu 26 Jahre.

### Interaktion mit anderen Tierarten
Als Fressfeinde kommen der Wolf, speziell der Tibetische Wolf und der Schneeleopard in Frage, die in der Regel aber nur Jungtiere oder altersschwache Individuen erbeuten können. Andere Raubtiere haben kaum Einfluss auf die Population. Untersuchungen an Hinterlassenschaften von Braunbären ergaben keine Hinweise, dass der Kiang zu dessen Beutespektrum gehört. Im Verbreitungsgebiet lebt die Eselart sympatrisch mit der Tibetgazelle, der Tibetantilope, dem Blauschaf und anderen Huftieren. Es kommt aber auch zu Überschneidungen mit domestizierten Pflanzenfressern.

### Parasiten
Über Krankheiten und Befall mit Parasiten beim Kiang ist wenig bekannt. Als Endoparasiten wurden der Pferdepalisadenwurm und Spulwürmer beschrieben. Neugeborene können unter Umständen an Omphalitis erkranken. Sehr selten sind auch Nachweise von Infektionen, hervorgerufen durch Mycobacterium.

## Systematik
Der Kiang ist ein Vertreter der Gattung Equus, der heutigen modernen Pferde. Aufgrund der Morphologie der unteren Molaren gehört er zur Gruppe der stenoninen oder non-caballinen Pferde. Manchmal wird der Kiang als Unterart des Asiatischen Esels betrachtet. Mehrere DNA-Analysen haben allerdings die Vermutung nahegelegt, dass der Kiang eine eigene Art darstellt, die sehr nah mit dem Asiatischen Esel verwandt ist. Beide werden zusammen mit dem ebenfalls verwandten, aber ausgestorbenen Europäischen Wildesel (Equus hydruntinus) auch teilweise der Untergattung Hemionus zugeordnet, deren Name sich von der wissenschaftlichen Bezeichnung des Asiatischen Esels Equus hemionus herleitet. Genetische Untersuchungen aus dem Jahr 2017 geben jedoch zur Vermutung Anlass, dass alle drei Formen (Kiang, Asiatischer Esel und Europäischer Wildesel) eine einzige Art repräsentieren. In dieser Studie zeigt der Kiang stärkere Verbindung zum Dschiggetai, der mongolischen Unterart des Asiatischen Esels. Demnach könnte der Kiang nach Ansicht der Autoren als eine an Hochgebirgsbedingungen angepasste Form des Asiatischen Esels aufgefasst werden. Die möglicherweise nächstverwandten Pferdearten zum Kiang und zum Asiatischen Esel stellen der Afrikanische Esel und die verschiedenen Zebras dar.
Es werden drei Unterarten unterschieden, deren Status allerdings teilweise zweifelhaft ist:
- E. k. holdereri Matschie, 1911; östliches Verbreitungsgebiet
- E. k. kiang Moorcroft, 1841; westliches Verbreitungsgebiet
- E. k. polyodon Hodgson, 1847; südliches Verbreitungsgebiet

Fossilfunde des Kiangs sind relativ selten. Ähnlichkeiten bestehen zum im Pleistozän ausgestorbenen Equus conversidens ebenso wie zum im Übergang vom Plio- zum Pleistozän in Indien und Pakistan nachgewiesenen Equus sivalensis. Diese Übereinstimmungen betreffen vor allem die Größe, Proportionen der Gliedmaßen und die Gebissmorphologie.

## Bedrohung und Schutz

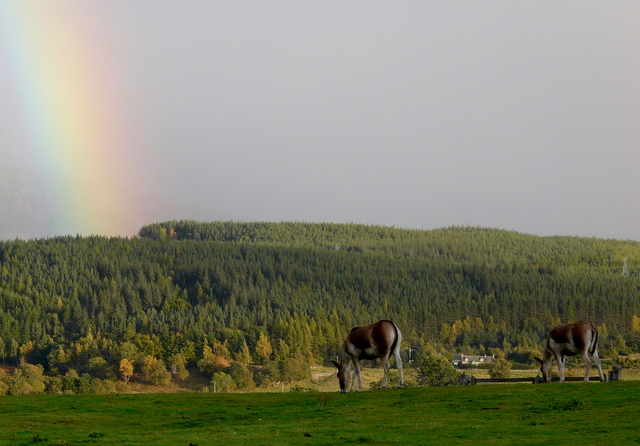
Kiangs im schottischen Highland Wildlife Park

Im Vergleich zu anderen Wildeseln sind Kiangs wenig bedroht. Ursprünglich wurden sie von tibetischen Nomaden zur Nahrungsversorgung oder auch aus religiösen Gründen gejagt, was aber nicht systematisch erfolgte. Erst mit dem Einmarsch der Chinesen in Tibet 1950 gingen die  Bestände drastisch zurück. Seit dem Ende des 20. Jahrhunderts führten strenge Schutzmaßnahmen gegen Wilderei und die Ausrufung eines bis zu 600.000 km² umfassenden Schutzgebiet-Netzwerkes vor allem in den Changthang-Hochlandsteppen zur Stabilisierung und Erholung der Bestände. In China gibt es etwa 68.500 Kiangs, davon 48.000 in Tibet. Dies stellt etwa 90 % der Gesamtpopulation dar. Weitere 2000 leben in Indien. Über das Vorkommen von Kiangs in Pakistan, Nepal und Bhutan gibt es widersprüchliche Angaben, die Populationen dort umfassen möglicherweise nur wenige Dutzend Individuen. Die Gesamtpopulation wird auf 70.000 Tiere geschätzt; es gibt allerdings auch Annahmen von bis zu 200.000, die aber als unrealistisch abgelehnt werden. Die IUCN führt den Kiang als Least Concern („nicht gefährdet“). Örtliche Bedrohungen liegen in der Bevölkerungszunahme und in damit verbundenen Konflikten mit den ländlichen Siedlern und deren Nutztieren, aber auch in der zunehmenden Erschließung der Landschaft durch den Bergbau.
Weltweit wurden 2008 etwa 114 Tiere in zoologischen Einrichtungen gehalten, die alle der Unterart E. k. holdereri angehörten. Trotz zahlreicher Versuche in den letzten 150 Jahren den Kiang zu domestizieren, ist dies bisher nicht gelungen.

## Etymologie
Der Begriff Kiang stammt aus dem Tibetischen (tibetisch རྐྱང་། Wylie rkyang), allerdings ist die exakte Bedeutung unklar. In der indischen Provinz Ladakh wird das Tier „skiang“ genannt, während die chinesische Bezeichnung Xizang yelu (chinesisch 西藏野驢, Pinyin Xīzàng Yělǘ – „Tibetischer Wildesel“) lautet.